# بهية محتسن
بهية محتسن مواليد 23 أغسطس 1979 في المحمدية، هي لاعبة كرة مضرب مغربية سابقة بدأت مسيرتها كمحترفة سنة 1999 وكانت تلعب باليد اليمنى، اعتزلت اللعب في 2007. أعلى تصنيف لها في الفردي كان المركز الـ 139 في سنة 2002. أعلى تصنيف لها في الزوجي كان 143.

## الميداليات
| الميدالية | المسابقة                        |
| --------- | ------------------------------- |
| ذهبية     | دورة الألعاب العربية 1997       |
| ذهبية     | دورة الألعاب العربية 1997       |
| ذهبية     | دورة الألعاب العربية 1997       |
| ذهبية     | دورة الألعاب العربية 2004       |
| ذهبية     | دورة الألعاب العربية 2004       |
| ذهبية     | دورة الألعاب العربية 2004       |
| ذهبية     | ألعاب البحر الأبيض المتوسط 2001 |

## روابط خارجية
- بهية محتسن على موقع رابطة محترفات التنس (الإنجليزية)
- بهية محتسن على موقع الاتحاد الدولي لكرة المضرب (الإنجليزية)
- بهية محتسن على موقع كأس بيلي جين كينغ (الإنجليزية)
- بهية محتسن على موقع خلاصة التنس.كوم (الإنجليزية)
- بهية محتسن على موقع إي إس بي إن.كوم (الإنجليزية)